# 그레타 거윅
그레타 거윅(영어: Greta Gerwig, 1983년 8월 4일 ~ )은 미국의 배우, 영화 감독, 영화 각본가이다. 그녀는 처음 여러 독립 영화에 출연한 후 주목을 받았다. 2006년부터 2009년까지 조 스완버그의 여러 영화에 출연했으며, 그 중 일부는 공동 각본 및 공동 감독을 맡았다. 2010년 초반부터 그윅은 노아 바움백과 《그린버그》(2010), 《프란시스 하》(2012), 골든 글로브상 후보 지명을 받은 《미스트리스 아메리카》(2015) 등 여러 영화에 공동 작업했다. 그녀는 또한 《방황하는 소녀들》(2011), 《로마 위드 러브》(2012), 《재키》(2016)와 《우리의 20세기》(2016) 등에서도 연기했으며, 이후 그녀는 크리틱스 초이스 영화상 최우수 여우조연상에 후보 지명되었다.
2017년, 거윅은 많은 화제를 모은 코미디 드라마 영화 《레이디 버드》로 독자적으로 감독 데뷔를 하였고, 작품성을 널리 인정받아 제75회 골든 글로브상 영화 뮤지컬·코미디 부문 최우수 작품상을 수상하였다. 또한 거윅은 골든 글로브상 및 제71회 영국 아카데미상(BAFTA), 제90회 미국 아카데미상에서 최우수 각본상과 감독상 2개 부문에 후보 지명되었다. 거윅은 아카데미상에서 최우수 감독상에 지명된 역사상 다섯 번째 여성으로 기록되었다.

## 필모그래피

### 영화
| 연도 | 제목                                          | 역할                   | 참고                           |
| ---- | --------------------------------------------- | ---------------------- | ------------------------------ |
| 2006 | LOL                                           | 스레타                 |                                |
| 2007 | 한나 테이크 더 스테어 Hannah Takes the Stairs | 한나                   | 공동 각본                      |
| 2008 | 백헤드 Baghead                                | 미셸                   |                                |
| 2008 | Yeast                                         | 겐                     |                                |
| 2008 | 밤과 주말 Nights and Weekends                 | 마티                   | 공동 각본, 공동 감독, 프로듀서 |
| 2008 | Quick Feet, Soft Hands                        | 리사                   | 단편 영화                      |
| 2008 | I Thought You Finally Completely Lost It      | 그레타                 |                                |
| 2009 | You Wont Miss Me                              | 브리이타               |                                |
| 2009 | 하우스 오브 더 데블 The House of the Devil    | 메건                   |                                |
| 2010 | 그린버그 Greenberg                            | 플로렌스 마            |                                |
| 2010 | 아트 하우스 Art House                         | 노라 오어              |                                |
| 2010 | 노던 컴포트 Northern Comfort                  | 카산드라               | 공동 각본                      |
| 2010 | 더 디쉬 앤 더 스푼 The Dish & the Spoon       | 로즈                   |                                |
| 2011 | 친구와 연인사이 No Strings Attached           | 패트리스               |                                |
| 2011 | 방황하는 소녀들 Damsels in Distress           | 바이올렛 위스터        |                                |
| 2011 | 아서 Arthur                                   | 나오미 퀸              |                                |
| 2012 | 로마 위드 러브 To Rome with Love              | 샐리                   |                                |
| 2012 | 로라 버서스 Lola Versus                       | 로라                   |                                |
| 2012 | 프란시스 하 Frances Ha                        | 프로렌스 할라데이      | 공동 각본                      |
| 2014 | 에덴: 로스트 인 뮤직 Eden                     | 줄리아                 |                                |
| 2014 | 알파치노의 은밀한 관계 The Humbling           | 페긴 마이크 스태플포드 |                                |
| 2015 | 미스트리스 아메리카 Mistress America          | 브룩 카디나스          | 공동 각본, 프로듀서            |
| 2015 | 매기스 플랜 Maggie's Plan                     | 매기 하딘              |                                |
| 2016 | 위너독 Wiener-Dog                             | 돈 위너                |                                |
| 2016 | 재키 Jackie                                   | 낸시 터커맨            |                                |
| 2016 | 우리의 20세기 20th Century Women              | 애비게일 포터          |                                |
| 2017 | 레이디 버드 Lady Bird                         | 빈칸                   | 각본, 감독                     |
| 2018 | 개들의 섬 Isle of Dogs                        | 트래시 월커 (더빙)     | 애니메이션 영화                |
| 2019 | 작은 아씨들 Little Women                      | 빈칸                   | 각본, 감독                     |
| 2022 | 화이트 노이즈 White Noise                     | 바벳 글래드니          |                                |
| 2023 | 바비 Barbie                                   | 빈칸                   | 각본, 감독                     |
| 2025 | 백설공주 Snow White                           | 빈칸                   | 각본                           |
| 미정 | 제이 켈리 Jay Kelley                          |                        |                                |

### 텔레비전
| 연도      | 제목                                       | 역할                    | 참고                                |
| --------- | ------------------------------------------ | ----------------------- | ----------------------------------- |
| 2011–2015 | China, IL                                  | 포니 머크 (목소리 출연) | 21 에피소드                         |
| 2014      | How I Met Your Dad                         | 샐리                    | 방송 되지 않은 CBS 파일럿           |
| 2015      | 포틀랜디아 Portlandia                      | 머메이드                | 에피소드: "Doug Becomes a Feminist" |
| 2016      | 더 민디 프로젝트 The Mindy Project         | 사라 브래넘             | 2 에피소드                          |
| 2017      | 새터데이 나이트 라이브 Saturday Night Live | 회사 사장               | 에피소드: "Saoirse Ronan/U2"        |